# Île de Cabo Blanco
Pour les articles homonymes, voir Cabo Blanco.
L'Île de Cabo Blanco est une petite île qui se situe à 1.6 km au large du cap Blanco, la pointe sud de la péninsule de Nicoya, au Costa Rica, dans l'océan Pacifique. Elle appartient administrativement à la province de Puntarenas.

## Description
L'île a une superficie d'environ 9 hectares (0.9 km²) et mesure environ 900 mètres de long sur 150 mètres de large et elle est totalement dépourvue de végétation. Dans sa partie nord, il y a une grande grotte formée par l'action de la mer qui se brise violemment sur ses côtés et, curieusement, sur le versant nord-est de la pente et près de la mer, se trouve une fissure où s'écoule de l'eau douce. Un chemin étroit et dangereux, sur son côté est, qui permet de grimper au sommet, a été construit il y a longtemps pour entretenir les deux phares qui existaient à des moments différents. Le dernier, dont les vestiges sont encore visibles, a été abandonné aux alentours des années 1980. L'îlot reste presque entièrement recouvert de guano tout au long de l'année, ce qui lui confère un aspect blanchâtre à distance, d'où le nom de Cabo Blanco. Un phare récent, au point est de l'île, a été mis en service en 2011. 

## Zone protégée
Le cap et l'île sont les deux parties de la réserve nationale absolue de Cabo Blanco, la plus ancienne zone protégée du Costa Rica et d'Amérique centrale créée le 21 octobre 1963. 
La réserve a une superficie de 1.172 hectares côté terre et de 1.790 hectares côté marin, à un kilomètre au large de la côte. C'est un refuge pour les espèces de la flore et de la faune du Pacifique et pour le grand nombre d'espèces marines.